# Michel Winogradoff
 (juin 2018).
Pour les articles homonymes, voir Winogradoff.
Michel Winogradoff, né le 9 septembre 1955 à Paris, est un compositeur et concepteur de musique.

## Biographie
Michel Winogradoff est né le 9 septembre 1955, à Paris.
Il joue dans plusieurs films dont Intouchables, a composé la musique de nombreuses pièces de théâtre et plusieurs jeux vidéo. Il fait partie du Grand Orchestre du Splendid.

## Filmographie

### Cinéma
- 1986 : Paulette, la pauvre petite milliardaire
- 1989 : La Révolution française : Un homme (segment Les Années Lumière)
- 1990 : Dédé : Marcel
- 1990 : Mado, poste restante : Henry, l'amant
- 1995 : L'amour conjugal : Evêque de Suze
- 1995 : Les Péchés mortels : Albert
- 2005 : Je préfère qu'on reste amis : Serveur mariage Manon
- 2006 : Africa paradis : Le passeur
- 2006 : Nos jours heureux : M. Joyadet
- 2007 : Les Vacances de Mr Bean : Pyrotechnician
- 2011 : Intouchables : Serveur des Deux Magots
- 2014 : Samba : Le concierge de l'hôtel
- 2017 : Le sens de la fête : Invité cravate
- 2023 : Le Théorème de Marguerite : Professeur de Mathématiques
- 2023 : Une année difficile : L'homme de la Banque de France

### Télévision

#### Séries télévisées
- 1988 : Ray Bradbury présente : Police Officer
- 2006 : Les Soprano : Head Waiter

#### Téléfilms
- 2005 : La Légende vraie de la tour Eiffel : Juge Perivier
- 2013 : De Gaulle et Adenauer - Une amitié franco-allemande : Charles De Gaulle

## Jeux vidéo
- Lode Runner (1983)[3]
- Infernal Runner (1985)[3]
- Bob Winner (1986)[3]
- Bactron (1986)[3]
- Mission (1987)[3]
- Mach 3 (1987)[3]
- Turbo Cup (1988)[3]
- Star Trap (1988)[3]
- Space Racer (1988)[3]
- West Phaser (1989)[3]
- Skweek (1989)[3]
- Bumpy (1989)[3]
- Quadrel (1990)[3]
- Panza Kick Boxing (1990)[3]
- Moon Blaster (1990)[3]
- Disc (1990)[3]
- Dark-Sat (1990)[3]
- Builderland: The Story of Melba (1990)[3]
- Thunder Burner (1991)[3]
- Guardians (1991)[3]
- Golden Eagle (1991)[3]
- Copter 271 (1991)[3]
- Tennis Cup 2 (1992)[3]
- Psyborg (1992)[3]
- D-Day (1992)[3]
- Davis Cup Tennis (1992)[3]
- Best of the Best: Championship Karate (1992)[3]
- Davis Cup World Tour (1993)[3]
- Adidas Power Soccer (1996)[1],[3]
- The City of Lost Children (d'après le film La Cité des enfants perdus) (1997)[3]
- O.D.T. - Escape... Or Die Trying (1998)[1],[3]
- Conflict Zone (2001)[3]

## Théâtre
- Maupassant inside mise en scène Anne Bourgeois
- Mon jour de chance mise en scène José  Paul
- Check-up mise en scène Jean-Louis Benoît
- Comme si je t'avais fait de et avec Nicolas Haudelaine, mise en scène Philippe Rigot
- Je n'ai pas lu Foucault de et avec Céline Caussimon mise en scène Sophie Gubri
- Hansel et Gretel mise en scène Benoit Lavigne
- Sens dessus-dessous mise en scène André Dussollier
- Irrésistible Offenbach mise en scène Anne Bourgeois
- Soif mise en scène Catherine D'At
- Les humains mise en scène Ivan Calbérac
- Une idée géniale mise en scène José Paul
- Berlin Berlin mise en scène José Paul
- Élysée mise en scène Jean-Claude Idée
- La famille et le potager mise en scène Anne Bourgeois
- Rimbaud en feu mise en scène Anna Novion
- La folie Maupassant mise en scène Anne Bourgeois
- Le roi des pâquerettes mise en scène Benoit Lavigne
- Madame Zola mise en scène Anouche Setbon
- Vive Bouchon mise en scène Éric Laugérias
- Huit euros de l'heure mise en scène Stéphane Hillel
- Le choix de Gabrielle mise en scène Danièle Mathieu-Bouillon
- L'ordre des choses mise en scène de Richard Berry
- Tendresse à quai mise en scène Stéphane Cottin
- Le guérisseur mise en scène Benoit Lavigne
- Michel-Ange 1528 mise en scène Jean-Paul Bordes
- Non à l'argent mise en scène Anouche Setbon
- La Nouvelle de Richard Berry
- Ça coule de source mise en scène Marion Sarraut
- Un monde merveilleux mise en scène Eric Laugérias
- La lune en plein jourmise en scène Anouche Setbon
- C'est encore mieux l'après-midi mise en scène José Paul
- Le BDCG mise en scène Dominique Martinelli
- Le crime était presque parfait mise en scène Bernard Malaka
- L'éveil du chameau mise en scène Anouche Setbon
- Le Monde d'hier mise en scène Patrick Pineau
- Encore une nuit et je serai vieille mise en scène Geneviève de Kermabon
- Tendresse à quai mise en scène Stéphane Cottin
- Le père Goriot mise en scène Frédérique Lazarini
- Victor mise en scène Rachida Brakni
- Situations délicates mise en scène Émilie Colli
- Je ne veux pas mourir idiot en hommage à Georges Wolinski mise en scène Anne Bourgeois
- La folle évasion mise en scène Éric Metayer
- Tailleur pour dames mise en scène Agnès Boury
- Cyrano de Bergerac mise en scène Henri Lazarini
- Molière malgré moi mise en scène Francis Perrin
- Comment vont les choses ? mise en scène Anouche Setbon
- La véritable histoire du Graal mise en scène Pierre Befeytte
- On n'arrête pas la connerie mise en scène Jean-François Vinciguerra
- Cours, cours encore mise en scène Sophie Gubri
- Les fesses de Dieu mise en scène Jean-Paul Bordes
- Les vaisseaux du cœur mise en scène Jean-Luc Tardieu
- Comme un arbre penché mise en scène Jean-Luc Tardieu
- Parce que c'était lui mise en scène Jean-Claude Idée
- Love letters mise en scène Benoît Lavigne
- Radio Trénet mise en scène  Philippe Ogouz
- Nos Femmes mise en scène Richard Berry
- Au Bois lacté mise en scène Stephan Meldegg
- La chanson de l'éléphant mise en scène Bruno Dupuis
- Une journée particulière mise en scène Christophe Lidon
- Quelque chose à voir avec l'éternité mise en scène Jean-Paul Bordes
- En réunion mise en scène Patrice Kerbrat
- Lettre d'une inconnue mise en scène Christophe Lidon
- Le début de la fin mise en scène Richard Berry
- Des fleurs pour Algernon mise en scène Anne Kessler
- La vérité mise en scène Patrice Kerbrat
- Un homme trop facile mise en scène Christophe Lidon
- Du côté de chez Proust / À la recherche du temps Charlus mise en scène Jean-Luc Tardieu
- L'alouette mise en scène Christophe Lidon
- Peggy Guggenheim mise en scène Christophe Lidon
- L'intrus mise en scène Christophe Lidon
- Pouic-Pouic mise en scène Lionnel Astier
- Conneries le casting mise en scène Sophie Gubri
- Le début de la fin (Festival d'Anjou) mise en scène Richard Berry
- Napoléon au rapport mise en scène Jean-Luc Tardieu
- N'ayez pas peur mise en scène Anouche Setbon
- L'alouette de Christophe Lidon
- Love mise en scène Jean-Laurent Silvi
- Les cancans mise en scène Stéphane Cottin
- Pouic-Pouic (reprise Paris) mise en scène Lionnel Astier
- Vladimir ou le vol arrêté Ekaterinbourg mise en scène Jean-Luc Tardieu
- Peggy Guggenheim (reprise) mise en scène Christophe Lidon
- Pensées secrètes mise en scène Christophe Lidon
- Inconnu à cette adresse mise en scène Delphine de Malherbe
- Anatole ou des vies sous terre mise en scène François Delaive
- Lettre d'une inconnue mise en scène Christophe Lidon
- Le nombril mise en scène Michel Fagadau
- Diplomatie mise en scène Stephan Meldegg
- Kiki von Beeethoven mise en scène Christophe Lidon
- Le vieux juif blonde mise en scène Christophe Lidon
- Les dames du jeudi (reprise théâtre de l'Œuvre) mise en scène Christophe Lidon
- Les diablogues mise en scène Anouche Setbon
- Les indifférents mise en scène Stéphane Cottin
- Colombe mise en scène Michel Fagadau
- Une comédie romantique mise en scène Christophe Lidon
- La dernière conférence de Vivien Leigh mise en scène Michel Fagadau
- Le démon d’Hannah mise en scène Michel Fagadau
- Cocteau Jean Marais mise en scène Jean-Luc Tardieu
- La nuit de l’audience mise en scène Patrice Kerbrat
- La serva amorosa mise en scène Christophe Lidon
- Les dames du jeudi mise en scène Christophe Lidon
- Qui est monsieur Schmitt ?' mise en scène José Paul & Stéphane Cottin
- Il est passé par ici mise en scène José Paul
- FX mise en scène Christophe Lidon
- Délire à deux mise en scène Christophe Lidon
- Vladimir ou le vol arrêté Moscou
- L'anniversaire mise en scène Michel Fagadau
- Tout petit vu du ciel mise en scène Marc Fayet
- Bonté divine mise en scène Christophe Lidon
- Journal à 4 mains mise en scène Panchika Velez
- Madame Butterlight mise en scène Alexis Desseaux
- Célibataires mise en scène Anouche Setbon
- Parle moi d'amour (3 octobre, comédie) mise en scène Michel Fagadau
- Les poissons ne meurent pas d'apnée mise en scène Christophe Lidon
- La Véranda mise en scène Francis Perrin
- Le diable rouge mise en scène Christophe Lidon
- Maestro mise en scène Christophe Lidon
- L'humanité sans la tête mise en scène Gersande Michel
- Le banc mise en scène Christophe Lidon
- Les combustibles mise en scène Stéphane Cottin
- Plan B mise en scène Michel Fagadau
- L'Antichambre mise en scène Christophe Lidon
- Démocratie mise en scène Jean-Luc Tardieu
- Un monde fou mise en scèneStephan Meldegg
- L'un dans l'autre mise en scène de José Paul & Stéphane Cottin
- Les 3 Jeanne mise en scène de Tilly
- Les Forains mise en scène de Panchika Velez
- Mémoires Strehler (Goldoni) mise en scène de Giorgio Ferrera
- L'arbre de joie mise en scène Christophe Lidon
- Vladimir ou le vol arrêté mise en scène Jean-Luc Tardieu
- Je nous aime beaucoup mise en scène José Paul
- Et après mise en scène Dominique Farrugia
- En allant à Saint Ives mise en scène Béatrice Agenin
- Squash (synopsis) mise en scène Patrice Kerbrat
- Votre serviteur Orson Welles mise en scène Jean-Claude Drouot
- La danse de l'albatros mise en scène Patrice Kerbrat
- Fermeture définitive mise en scène Stephan Meldegg
- Opus cœur mise en scène Stephan Meldegg
- Au le soleil de Daudet mise en scène Jean-Luc Tardieu
- Doute mise en scène Roman Polanski
- Trois années de Jean-Claude Idée
- La Sainte-Catherine mise en scène José Paul
- L'escale mise en scène Stephan Meldegg
- Landru mise en scène Jean-Luc Tardieu
- 1962 mise en scène Kader Boukhanef & Azize Kabouche
- Le mariage de Barillon mise en scène Jacques Échantillon
- Tantine et moi mise en scène Stephan Meldegg
- Amadeus mise en scène Stéphane Hillel
- Camille. C mise en scène Jean-Luc Moreau
- Raiddingue mise en scène Pierre Olivier Mornas
- Nature et dépassement mise en scène Stephan Meldegg
- Un baiser un vrai mise en scène Stephan Meldegg
- Pain surprise mise en scène Gilles Dyrek
- Petit déjeuner compris mise en scène Annick Blancheteau
- L’homme, la bête et la vertu mise en scène Jean-Claude Idée
- L’inscription mise en scène Jacques Échantillon
- Le Sénateur Fox mise en scène Jean-Luc Tardieu
- Le malade imaginaire mise en scène Henri Lazarini
- Les sincères mise en scène Béatrice Agenin
- Miss Daisy et son chauffeur mise en scène Stephan Meldegg
- L’invité mise en scène Jean-Luc Moreau
- Des cailloux plein les poches mise en scène Stephan Meldegg
- Signé Dumas mise en scène Jean-Luc Tardieu
- Les athlètes dans leur tête mise en scène André Dussollier
- Le vent des peupliers mise en scène Jean-Luc Tardieu
- La guerre des 2 Roses, Daniel Delprat
- Henri Dès Olympia 2003 mise en scène Yves Carlevaris
- Prof mise en scène Jean-Claude Idée
- Sodome & Virginie mise en scène Daniel Prévost
- Un petit jeu sans conséquence mise en scène Stéphane Hillel
- Femmes Michèle Carlevaris
- La Baby-Sitter & La Belle Vie mise en scène Jean Mourière
- La griffe mise en scène Annick Blancheteau
- Visites à Mister Green mise en scène Jean-Luc Tardieu
- Lorenzaccio mise en scène Henri Lazarini
- Itinéraire bis mise en scène Stephan Meldegg
- Scènes de ménage Jean Mourière
- Transferts mise en scène Jean-Claude Idée
- Un homme à la mer mise en scène Stephan Meldegg
- Double vie mise en scène Henri Lazarini
- Alarmes etc, mise en scène Stephan Meldegg
- Showbusiness mise en scène Thomas Langmann
- Les femmes savantes mise en scène Béatrice Agenin
- Lysistrata mise en scène Jean Mourière
- Ruy Blas mise en scène Henri Lazarini
- Mort accidentelle d’un anarchiste mise en scène Jacques Échantillon
- La Revue du Millénaire mise en scène Henri Lazarini
- A torts et à raisons mise en scène Marcel Bluwal
- Henri Dès Olympia 99 mise en scène Yves Carlevaris
- De si bons amis mise en scène Stephan Meldegg
- Les lunettes d'Elton John mise en scène Stephan Meldegg
- Mr Chainais est mort mise en scène Jean Mourière
- Popcorn mise en scène Stephan Meldegg
- Pour la galerie mise en scène Stephan Meldegg
- Et Dieu créa la femme mise en scène Henri Lazarini
- Baby Doll mise en scène Henri Lazarini
- Henri Dès Olympia 97 mise en scène Yves Carlevaris
- Entre 2 bouchées mise en scène Jean Mourière
- 12 Hommes en colère mise en scène Stephan Meldegg
- Le roman de Lulu mise en scène Didier Long
- Joyeux Noël mise en scène Henri Lazarini
- Les œufs de l’autruche mise en scène Stéphane Hillel
- Court-circuit mise en scène Stephan Meldegg
- L’allée du roi mise en scène Jean-Claude Idée